# ТЕС Хамрія (SEWA)
25°27′33″ пн. ш. 55°28′48″ зх. д. / 25.45917° пн. ш. 55.48000° зх. д.
ТЕС Хамрія (SEWA) – теплова електростанція на північному сході Об'єднаних Арабських Еміратів, у еміраті Шарджа.
У 2006 – 2007 роках на майданчику ТЕС ввели в експлуатацію чотири встановлені на роботу у відкритому циклі газові турбіни General Electric Frame 9E потужністю по 125 МВт, що в сумі дає показник у 500 МВт. Втім, можливо також зустріти вказівку на потужність станції на рівні 380 МВт (газові турбіни втрачають суттєву частину потужності при високій температурі зовнішнього середовища, що є характерним для клімату Об'єднаних Арабських Еміратів).
Електростанція розрахована на споживання природного газу, постачання якого організували по трубопроводу від родовища Саджаа. Враховуючи стагнацію видобутку на останньому на тлі зростання попиту, у другій половині 2010-х виникли плани створення у порту Хамрія плавучого регазифікаційного терміналу для імпорту природного газу.
В 2014-му на майданчику станції ввели в експлуатацію опріснювальний завод продуктивністю біля 90 млн літрів води на добу. Втім, на відміну від більшості споруджених в країні підприємств такого призначення, він не використовує залишкове тепло ТЕС для випаровування води, оскільки працює за більш сучасною технологією зворотнього осмосу.
Власником станції є енергетична агенція емірату SEWA. При цьому у другій половині 2010-х в Хамрії консорціум за участі японських інвесторів почав зводити ще одну, значно потужнішу ТЕС.